# Ładne Pole
Ładne Pole (deutsch Schönfeld) ist ein Dorf in der polnischen Woiwodschaft Ermland-Masuren. Es gehört zur Gmina Ruciane-Nida (Stadt- und Landgemeinde Rudczanny/Niedersee-Nieden) im Powiat Piski (Kreis Johannisburg).

## Geographische Lage
Ładne Pole liegt im südlichen Osten der Woiwodschaft Ermland-Masuren, 26 Kilometer südöstlich der früheren Kreisstadt Sensburg (polnisch Mrągowo) bzw. 20 Kilometer nordwestlich der heutigen Kreismetropole Pisz (deutsch Johannisburg).

## Geschichte
Das ursprünglich Kanalwischken, bis 1835 Ladnepole und seitdem Schönfeld genannte Dorf wurde 1833 von aus Polen eingewanderten Philipponen, Nachfahren einer altgläubigen russischen Sekte, gegründet. Am 18. Februar 1835 nennt der Regierungspräsident in Gumbinnen den Ort mit neun   Nachbarorten im Kreis Sensburg als neue „Etablissements“, die als eigenständige Kommunen anerkannt werden.
Am 22. Februar 1875 wurde aus den Forstkolonie Schönfeld sowie Klein Schwignainen (polnisch Śwignajno Małe) und dem Gutsbezirk Cruttinnen, Forst (teilweise) die neue Landgemeinde Schönfeld-Schwignainen gebildet. Sie wurde Teil des Amtsbezirks Ukta im Kreis Sensburg im Regierungsbezirk Gumbinnen (ab 1905: Regierungsbezirk Allenstein) in der preußischen Provinz Ostpreußen. Schönfeld-Schwignainen zählte im Jahre 1910 insgesamt 437 Einwohner.
Am 30. September 1928 vergrößerte sich die Landgemeinde Schönfeld-Schwignainen um den Nachbargutsbezirk Groß Schwignainen (polnisch Śwignajno Wielkie) und wurde schließlich am 7. April 1930 in „Schönfeld“ (ohne Zusatz) umbenannt. Die Einwohnerzahlen beliefen sich 1933 auf 425 und 1939 auf 492.
In Kriegsfolge kam Schönfeld 1945 mit dem gesamten südlichen Ostpreußen zu Polen und erhielt die polnische Namensform „Ładne Pole“. Heute ist es eine Ortschaft im Verbund der Stadt- und Landgemeinde Ruciane-Nida (Rudczanny/Niedersee-Nieden) im Powiat Piski (Kreis Johannisburg), bis 1998 der Woiwodschaft Suwałki, seither der Woiwodschaft Ermland-Masuren zugehörig. Im Jahre 2011 zählte Ładne Pole 366 Einwohner.

## Religionen

### Kirchen
Vor 1945 war Schönfeld in die evangelische Kirche Alt Ukta in der Kirchenprovinz Ostpreußen der Kirche der Altpreußischen Union bzw. in die römisch-katholische Kirche Sensburg im Bistum Ermland eingepfarrt. Heute gehört Ładne Pole katholischerseits zur Kreuzerhöhungskirche in Ukta im Bistum Ełk der Römisch-katholischen Kirche in Polen, während die evangelischen Einwohner sich zu ihrer Petrikirche – der einstige Dorfkapelle von Alt Ukta – halten, die vom Pfarramt in Mikołajki (Nikolaiken) in der Diözese Masuren der Evangelisch-Augsburgischen Kirche in Polen betreut wird.

### Philipponen
Neben Eckertsdorf (polnisch Wojnowo) war Schönfeld der zweite Standort für die Errichtung einer Kirche, die hier 1837 als einfache Holzkirche von den eingewanderten Philipponen errichtet wurde. Das Gotteshaus wurde im Laufe der Zeit abgängig, die Gruppe der altgläubigen Großrussen hielt sich vereinzelt noch bis zum Ende des Zweiten Weltkriegs.

## Verkehr
Ładne Pole liegt an der Woiwodschaftsstraße 610, die die Stadt Ruciane-Nida mit Piecki (Peitschendorf) im Powiat Mrągowski (Kreis Sensburg) sowie die beiden Landesstraßen 58 und 59 miteinander verbindet.
Die nächste Bahnstation ist Ruciane-Nida an der Bahnstrecke Olsztyn–Ełk (deutsch Allenstein–Lyck). Bis 1945 bestand außerdem Bahnanbindung über den Nachbarort Ukta an der – kriegsbedingt aufgegebenen – Bahnstrecke Sensburg–Rudczanny/Niedersee.